# Galina Stepina
Galina Ivanovna Stepina (nacida el 25 de agosto de 1930 en Moscú, Unión Soviética y fallecida el 15 de diciembre de 2013 en la misma ciudad) fue una jugadora de baloncesto rusa. Consiguió 7 medallas en competiciones oficiales con URSS.